# 931年
| 千纪： | 1千纪 |
| 世纪： | 9世纪 \| 10世纪 \| 11世纪 |
| 年代： | 900年代 \| 910年代 \| 920年代 \| 930年代 \| 940年代 \| 950年代 \| 960年代 |
| 年份： | 926年 \| 927年 \| 928年 \| 929年 \| 930年 \| 931年 \| 932年 \| 933年 \| 934年 \| 935年 \| 936年 |
| 纪年： | 辛卯年（兔年）；南吴大和三年；吴越宝正六年；于阗同慶二十年；契丹天显六年；南汉大有四年；后唐（闽、荆南、马楚）长兴二年；东丹国甘露六年；大義寧大明元年；日本延長九年，承平元年；后百济正开三十一年；高丽天授十四年 |

## 大事记
- 閩國王審知之養子王延稟發動政變，進攻福州，但最終被王延鈞所殺。
- 曲承美故將楊廷藝起兵趕走南漢交州刺史李進，自立為交州節度使
- 後倭馬亞王朝科爾多瓦的首任哈里發阿卜杜拉赫曼三世從統治北非的法蒂瑪王朝手中奪取了摩洛哥，終結由柏柏人建立的伊薩姆王朝。

## 出生
- 9月19日 - 遼穆宗耶律璟 遼朝第四位皇帝（951年10月11日－969年3月12日在位）

## 逝世
- 王延稟，王審知之養子。